# كأس اليونان 1982–83
كأس اليونان 1982–83 (باليونانية: Κύπελλο Ελλάδος ποδοσφαίρου ανδρών 1982-83)‏ هو الموسم 41 من كأس اليونان. أشرف على تنظيمه الاتحاد الإغريقي لكرة القدم، وكان عدد الأندية المشاركة فيه 74، وفاز فيه أيك أثينا.